# Herentals
Herentals este un oraș din regiunea Flandra din Belgia. Comuna este formată din localitățile Herentals, Morkhoven și Noorderwijk. Suprafața totală este de 48,56 km². La 1 ianuarie 2008 comuna avea o populație totală de 26.268 locuitori. 
Herentals se învecinează cu comunele Grobbendonk, Heist-op-den-Berg, Herenthout, Kasterlee, Lille, Olen, Vorselaar și Westerlo

## Localități înfrățite
- Franța: Cosne-Cours-sur-Loire ;
- Țările de Jos: IJsselstein;
- Germania: Alpen.

1. ↑  Totale oppervlakte volgens het Kadasterregister, België, gewesten en provincies (în neerlandeză), Algemene Directie Statistiek[*]